# Scutellaria petiolata
Scutellaria petiolata là một loài thực vật có hoa trong họ Hoa môi. Loài này được Hemsl. ex Lace & Prain miêu tả khoa học đầu tiên năm 1890.